# مرقد دافئ

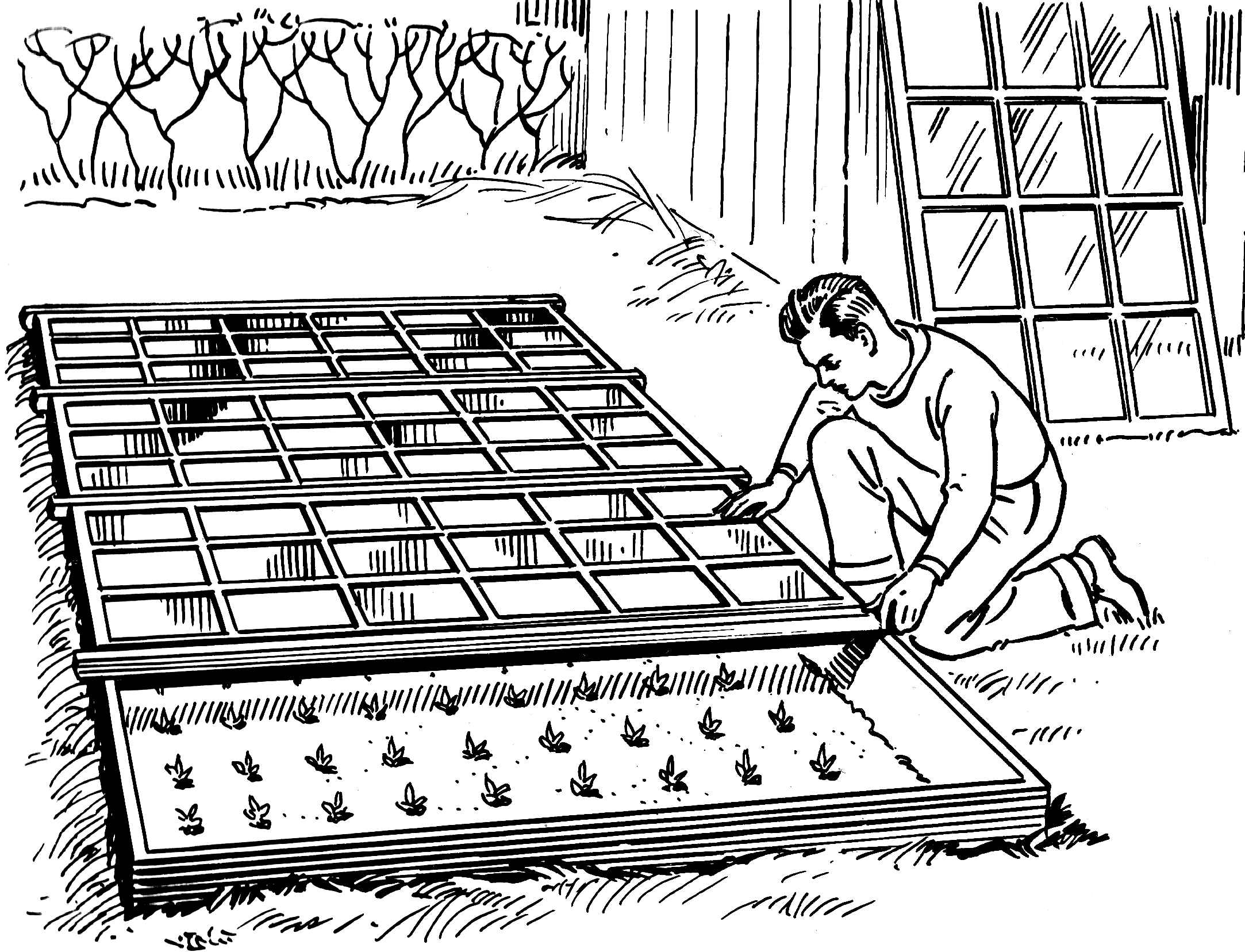

المرقد الدافئ هو بناء صغير داخل الدفيئة أو ملحق بها، يستعمل لتسريع التجذير في النباتات المنوي إكثارها.

## بنيته
يصنع من الخشب أو الخرسانة أو الطوب الأحمر وله غطاء زجاجي أو بلاستيكي محكم ومنفذ للضوء. ويعمل لها نظام تدفئة من أسفل عن طريق أنابيب البخار أو الماء أو الهواء الساخن. كما يمكن التحكم فيه بدرجة التظليل ودرجة الحرارة والرطوبة بصورة مماثلة للدفيئة المتحكم بها.

## أجزاء المرقد الدافئ
ويتكون المرقد من ثلاثة أجزاء هي الهيكل والغطاء وجهاز التدفئة. ويوضع عادة طبقة من البيئة الزراعية المستخدمة للتكاثر بسمك 10-15 سم فوق الشبكة من السلك الدقيق والتي يكون أسفل منها ملف التسخين.

## طرق تدفئته
ومن الطرق المستخدمة في تدفئة المراقد الدافئة:
1- السماد العضوي (بقايا الفصيلة الكنباثية) حيث تنطلق الحرارة بعد تحلل السماد الذي يوضع مباشرة تحت التربة الزراعية.
2-الهواء الساخن: باستخدام مجموعة من الأنابيب التي تحمل الهواء الساخن بفعل الحرارة الناتجة من مادة الاحتراق(غاز أو فحم أو خشب).
3- الماء الساخن: يوضع أسفل المرقد ملف التسخين للماء، حيث يحمل الملف الساخن من أنابيب سفلية وجانبية لتوصيل الحرارة منها إلى التربة الزراعية.
4-الكهرباء: يتم تسخين المرقد الكهربائي بواسطة أسلاك توضع أسفل سطح التربة وعلى طول الجدر الداخلية للهيكل أو عن طريق لمبات كهربائية توضع فوق المرقد.